# Mirela
Mirela ist ein weiblicher Vorname.

## Herkunft und Bedeutung
Der Name ist die rumänische, kroatische und albanische Variante des Namens Mireille, der okzitanische Wurzeln hat.
Eine andere Deutung besagt: Der Name entstammt den römischen Worten „mia bella“ (Bedeutung: meine Schöne) und ist somit ein römischer Name.

## Bekannte Namensträgerinnen (Auswahl)
- Mirela Barbălată (* 1967), rumänische Kunstturnerin
- Mirela Brekalo (* 1956), kroatische Schauspielerin
- Mirela Dedic (* 1991), österreichische Handballspielerin
- Mirela Demirewa (* 1989), bulgarische Leichtathletin (Hochsprung)
- Mirela Holy (* 1971), kroatische Politikerin (ORaH, bis 2013 SDP).
- Mirela Iwanowa (* 1962), bulgarische Autorin und Übersetzerin
- Mirela Kumbaro (* 1966), Hochschullehrerin und Politikerin der Sozialistischen Partei Albaniens PSSh
- Mirela Lavric (* 1991), rumänische Leichtathletin
- Mirela Manjani (* 1976), griechische Speerwerferin
- Mirela Pașca (* 1975), rumänische Kunstturnerin
- Mirela Rahneva (* 1988), kanadische Skeletonpilotin
- Mirela Stancu (* 1974), rumänische Juristin, Richterin am Gericht der Europäischen Union
- Mirela Țugurlan (* 1980), rumänische Kunstturnerin
- Mirela Vladulescu (* 1977), deutsche Tennisspielerin